# Friedrich Gundolf
Friedrich Gundolf (eredeti nevén Friedrich Leopold Gundelfinger) (Darmstadt, 1880. június 20. – Heidelberg, 1931. július 12.) német költő, irodalomtörténész és egyetemi tanár.
Stefan George német költő baráti köréhez tartozott épp úgy, mint Rainer Maria Rilke. 1916-ban a Heidelbergi Egyetem germanisztika professzora lett és a weimari köztársaság egyik leghíresebb tudósává vált. Goethe nagy tisztelője volt. 1921 körül tanította a Harmadik Birodalom későbbi propagandaminiszterét, Joseph Goebbelst, aki nagyon sokra becsülte zsidó származású oktatóját.
1927-ben rákot diagnosztizáltak nála. Ez a betegség okozta néhány évvel későbbi halálát.
Névadója az 1964-ben alapított Friedrich Gundolf-díjnak, amelyet a Német Akadémia adományoz évente a német kultúra külföldi terjesztéséért.

## Művei
- Shakespeare és a német szellem (Habilitationsschrift, 1911)
- Goethe (1916) (13. Aufl. 1930) Kap.: Neue Lyrik
- Hölderlins Archipelagus (1916)
- George (1920)
- Heinrich von Kleist (1922) (3. Aufl. 1932)
- Martin Opitz (1923)
- Caesar (1924)
- Hutten, Klopstock, Arndt (1924)
- Andreas Gryphius (1927)
- Shakespeare (1928)
- Paracelsus (1928)
- Lessing (1929)
- Arc (1930)
- Romantikus (1931)
- Rede zu Goethes 100. Todestag (1931/1932, posthum veröffentlicht)
- Shakespeare művei német nyelven (Übersetzungen, 10 Bde., 1908–1923)
- Levelek

## Magyarul
- Költők és hősök / Hölderlin Szigettengere / Stefan George korunkban; ford. Varázsló Macska; Varázsló Macska, Pécs, 2018 ISBN 9786150031712